# Ida Kuranda
Ida Kuranda, född Spitzer 1858, död 1927, var en österrikisk modeskapare.
Hon var ägare av det på sin tid berömda modehuset G. & E. Spitzer i Wien. 